# Nosodendron latifrons
Nosodendron latifrons är en skalbaggsart som beskrevs av Sharp 1902. Nosodendron latifrons ingår i släktet Nosodendron och familjen almsavbaggar. Inga underarter finns listade i Catalogue of Life.